# Aeropuerto de la Isla de Lord Howe
El Aeropuerto de la Isla de Lord Howe (IATA: LDH, ICAO: YLHI) es un aeropuerto regional e internacional que proporciona conexión aérea a la isla de Lord Howe. La isla está localizada en el mar de Tasmania, a 600 kilómetros al este de Port Macquarie. El aeropuerto está operado por el 'Lord Howe Island Board'.

## Aerolíneas y destinos
| Aerolíneas           | Destinos                              |
| -------------------- | ------------------------------------- |
| Eastern Air Services | Gold Coast, Newcastle, Port Macquarie |
| QantasLink           | Brisbane, Sídney                      |

## Incidentes
El 20 de abril de 2009, la pista sufrió daños debido a una tormenta con lluvias pesadas, dejando 100 turistas en tierra.[cita requerida]